# 사타케 요시타카 (1825년)

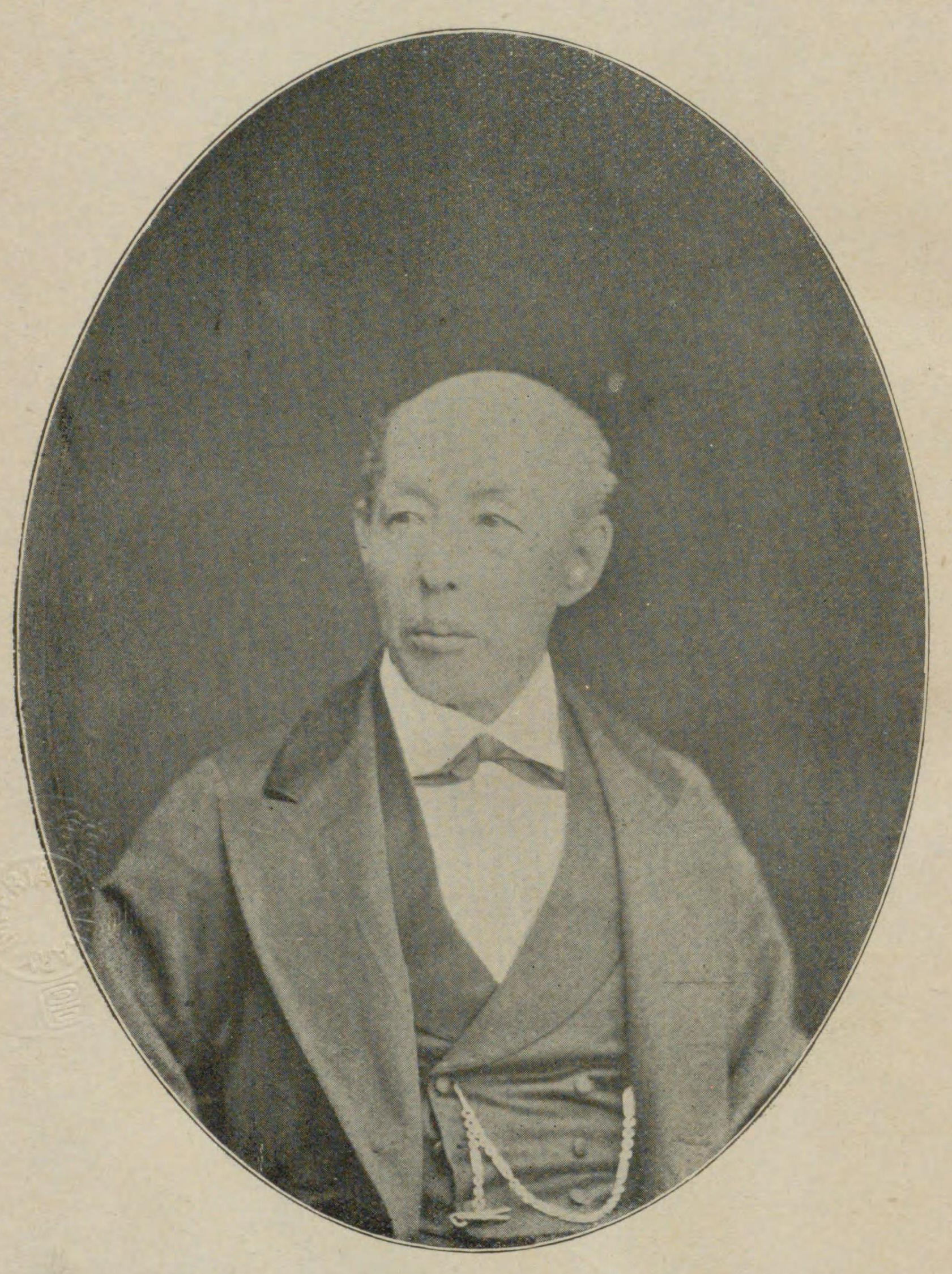
사타케 요시타카

사타케 요시타카(일본어: 佐竹義堯, 1825년 9월 9일 ~ 1884년 10월 23일)는 일본 에도 시대의 다이묘로, 아키타 신덴 번의 7대 번주이자 구보타 번의 12대 (마지막) 번주이다.

## 생애
분세이 8년(1825년), 소마 나카무라번주 소마 마스타네의 셋째 아들로 태어났다. 덴포 10년(1839년)에 성인식을 하고 소마 무네타네(相馬宗胤)라 이름하였다. 가에이 2년, 아키타 신덴 번주 사타케 요시즈미의 양자가 되면서 이름을 사타케 요시자네(佐竹義核)로 바꾸었다. 그해 10월 26일, 양부 요시즈미가 은거하면서 가문을 계승하고 아키타 신덴 번의 7대 번주가 되었다.
안세이 4년(1857년) 7월 1일, 본가인 구보타 번의 번주 사타케 요시치카가 병사하자 7월 20일에 그 양자로 들어가 아키타 사타케 가문을 계승하여 구보타 번의 번주가 되었다. 그에 따라 이름도 사타케 요시타카(佐竹義就)로 개명하였다. 아키타 신덴 번은 동생인 사타케 요시쓰마가 상속했다. 그해 12월에 종4위하, 시종, 우쿄노다이부의 관직을 서임받았다. 안세이 6년 5월, 요시타카가 아키타로 복귀한 지 얼마 되지 않아 러시아 기선이 오가반도 인근에 출현하여 영내 백성들을 놀라게 했다. 요시타카는 양이론이 비등하던 때임에도 불구하고 러시아 선원들의 땔감 요청을 허락했다. 또 번의 재정 악화를 막고, 서둘러 인사 쇄신을 비롯한 정치 개혁을 시행했다. 스스로 모범을 보여 검약에 힘썼고, 문무를 장려했다.
분큐 2년(1862년)에는 요시타카(義堯)로 이름을 바꾸었다. 이해 4월에 에도로, 이듬해 1월에는 교토로 상경했다. 당시 교토에서는 양이론 논의가 활발해져 조정에서는 요시타카에게 교토 경비를 요청했다. 한편 막부에서도 에도 성으로 들어올 것을 요구받았다. 양쪽의 요청에 고민하던 요시타카는 막부의 요청을 거절하고, 조정에서 또다시 요청이 들어오자 도무라 요시카타를 대리인으로 삼아 분큐 3년 8월에 파견했다. 겐지 원년(1864년)에는 교토 경비를 위한 재원으로 2만 냥의 신찰 발행과 3만 5천 석의 미곡 조달에 나섰다.
요시타카는 게이오 2년(1866년) 6월부터 9월까지 교토 방위 당번이었으나, 지병에서 회복되지 못하고 대타로 오노 오카에몬이 경비를 담당했다. 8월에는 에도를 거쳐 교토로 올라갈 예정이었으나 에도에 도착하자 다시 병이 도져 결국 눌러앉았다. 게이오 3년에는 지난해의 흉작으로 괴로워하는 영내 백성들을 구휼하기 위해 영지 복귀를 신청했으나 허가받지 못했고, 그 와중에 지병이 재발하였다. 에도에 머무르던 사이 왕정복고 대호령이 선포되었다. 이듬해 1월에 번으로 돌아가 중신회의를 열어 상락을 결정하고, 대리인 오노 오카에몬을 교토로 보냈다. 같은 해 보신 전쟁이 발발하자, 2월에 오우 진무총독이 되어 센다이로 향했다. 보신 전쟁은 이듬해 종결되었고, 판적봉환과 더불어 요시타카는 번지사가 되었다. 메이지 4년(1871년), 폐번치현으로 면직되었고 도쿄로 이사하였다. 이듬해 8월 2일에 은거하고 양자 사타케 요시나오에게 가문을 물려주었다. 하지만 메이지 14년(1881년)에 요시타카는 요시나오를 은퇴시키고 다시 가문을 상속했다. 메이지 17년에는 후작이 되었으며, 그 직후 병으로 사망하였다. 후작 작위는 둘째 아들 요시나리가 이어받았다.
| 전임 사타케 요시즈미 | 제7대 이키노카미 사타케 씨 당주 1849년 ~ 1857년 | 후임 사타케 요시쓰마 |

| 전임 사타케 요시치카 사타케 요시나오 | 제30, 32대 사타케 종가 당주 1857년 ~ 1872년 1881년 ~ 1884년 | 후임 사타케 요시나오 사타케 요시나리 |

| 전임 사타케 요시즈미 | 제7대 아키타 신덴 번 번주 1849년 ~ 1857년 | 후임 사타케 요시쓰마 |

| 전임 사타케 요시치카 | 제12대 구보타 번 번주 1857년 ~ 1871년 | 후임 폐번치현 |